# Der Wolf (Rapper)

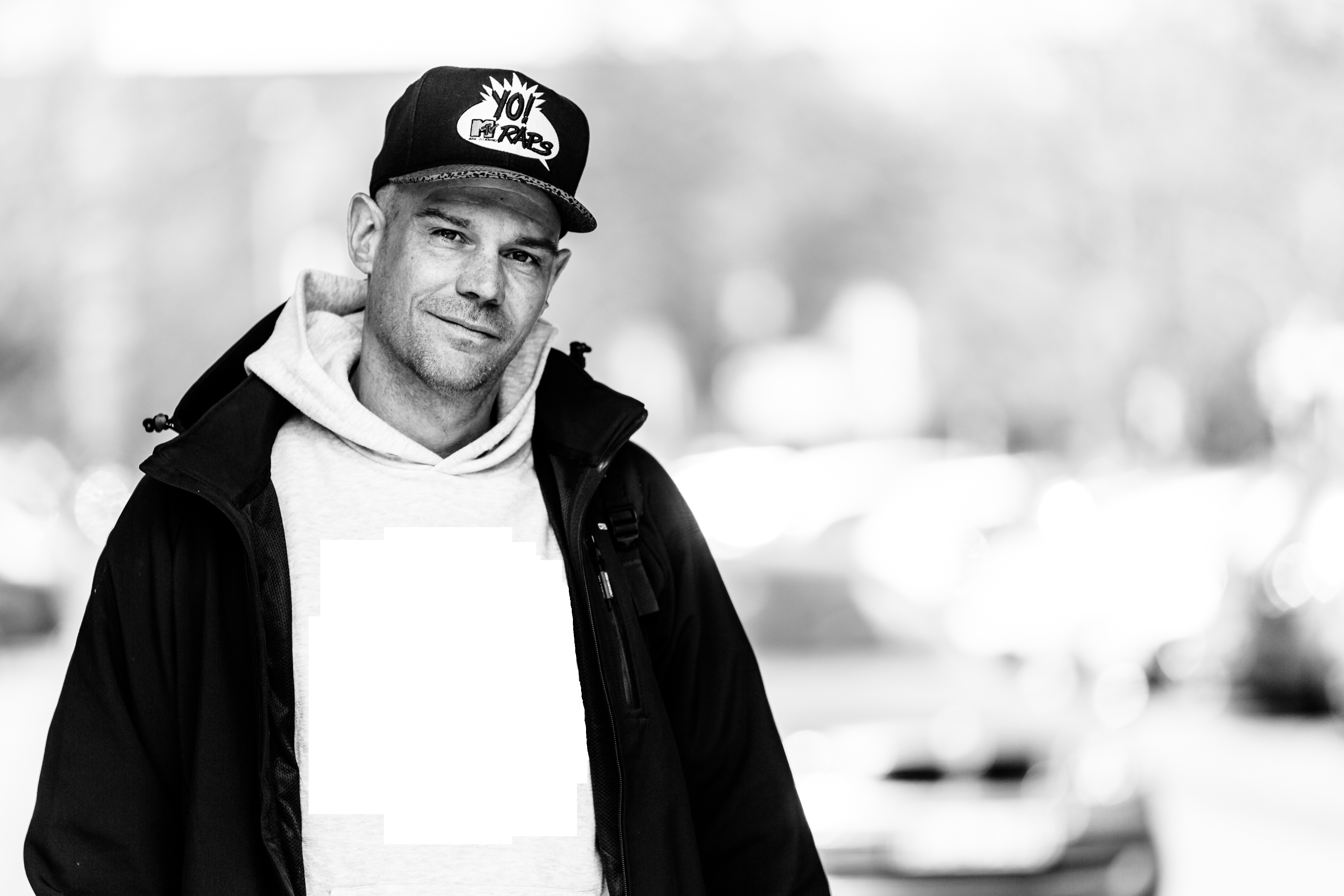
Der Wolf (2016)

Der Wolf (bürgerlich Jens Albert; * 27. September 1973 in Lüdinghausen) ist ein deutscher Rapper und DJ.
Mit den Titeln Gibt’s doch gar nicht und Oh Shit – Frau Schmidt feierte er gegen Ende der 1990er Jahre größere Chart-Erfolge. Auch das darauffolgende Album Der Wolf – Das Album verkaufte sich gut und konnte sich in den Albumcharts Deutschlands, Österreichs und der Schweiz platzieren.
Neben späteren weiteren Albumveröffentlichungen kam es auch zu Kollaborationen mit anderen Künstlern wie dem US-amerikanischen Rapper Big Daddy Kane oder dem deutschen Popsänger und Songwriter Cosmo Klein.
Ferner wirke er bei mehreren musikalischen Projekten als DJ mit. Er ist Mitbegründer des Plattenlabels Bounty Records.

## Leben und Wirken
Zunächst begann der Wolf seiner Leidenschaft für HipHop und Funk als Home-Scratch-DJ nachzugehen. 1994 hatte er seinen ersten Resident-DJ-Job in der „Zeche“ in Bochum. Ab 1995 legte er in verschiedensten Clubs im Ruhrgebiet auf, unter anderem auch auf Drum-’n’-Bass-Partys mit DMC Quincy (bürgerlich Quincy Adam), mit dem er bis heute zusammen auflegt und auch produziert.
Mit seinem Debüt Das Album (1997) erreichte er Platz 16 der deutschen Albumcharts. Charakteristisch für die Songs ist ein zumeist gesampleter Funk- oder Soul-Beat, gepaart mit schnellen Reimen. Die Auskopplungen Gibt's doch gar nicht (D 25) und Oh shit – Frau Schmidt (D 18) wurden zu Erfolgen. Bei ersterer begann Sasha seine kommerzielle Musikerkarriere, noch als Background-Sänger. Der Song Sei dein eigener Held, ebenfalls aus Das Album, erschien 2002 nochmals auf dem Soundtrack des US-Films Die Regeln des Spiels mit James van der Beek und war in einer Szene in voller Länge zu hören.
Die größten Erfolge hatte Der Wolf in den 90er Jahren. Das 1998 erschienene Nachfolgeralbum Musik aus (M)Einem Jahrzehnt konnte den Erfolg der Vorgängers zwar nicht wiederholen, jedoch enthielt es mit Wirf Die Waffe Weg '98 bereits eine Überarbeitung älterer Stücke. Zu dieser Zeit entdeckte er seine Leidenschaft für Big Beat und ebenso für Funky- und Disco-House Musik.
Sein im Jahr 2000 erschienenes Album Was soll ich sagen hatte nur mäßigen Erfolg. Er war in der Folgezeit verstärkt als Gastrapper und mit DJ-Sets aktiv. Der Wolf ist als DJ der Gruppe The Killergroove Formula tätig, deren Mitstreiter NDN (bürgerl. André Nentwig) bereits auf den „Der Wolf“-Alben mitwirkte. „The Killergroove Formula“ landeten mehrere Top-40-Hits der internationalen DJ-Charts und veröffentlichte bis jetzt eine LP und sechs Singles, unter anderem in Frankreich und England. Außerdem ist er seit 2009 Mitglied der Dortmunder Funk Rock-Formation „Higher BuBu“.
Dem Benefiz-Album Wir Sind Borussia!, mit der unter anderem das Borusseum von Borussia Dortmund finanziert wurde, steuerte Der Wolf 2006 in Kooperation mit seinen Kollegen die Songs Shaalaalala Borussia (mit Ede Whiteman & ND) und Ein Stern (mit Ede Whiteman) bei.
Für das Jahr 2007 war ein Comebackversuch geplant. Das für den Sommer 2007 angekündigte Album Wolf GTI wurde mehrfach verschoben und sollte zuletzt im Jahr 2011 erscheinen, was jedoch ebenfalls ausblieb. Zusammen mit seinen Kollegen T-Row, Dr. Markuse und Kommissar Hellek veröffentlicht Der Wolf stattdessen seit 2011 auf YouTube und bei schwatzgelb.de Analysen von Spielen der Borussia Dortmund, die mit Rap-Texten unterlegt sind.
Nach Klärung der Rechte an Wolf GTI gründete Der Wolf im September 2015 mit Partnern das Plattenlabel Bounty Records und veröffentlichte ein Video zum neuen Titel Der Phrasensmasher auf seinem YouTube-Kanal. Letztendlich erschien eine Single-EP mit dem Namen Wolf GTI mit dazugehörigem Video. Kurz darauf wurde endlich das vierte Album unter dem Titel Turbo Funk am 29. Juli 2016 veröffentlicht. Neben den voran genannten neuen Stücken enthält das Album auch die Neuversion des Hits Gibt’s doch gar nicht 2k16 mit satirisch aktualisierten Texten aus heutiger Sicht auf den damaligen Erfolg. Das dazu veröffentlichte Video enthält u. a. Ausschnitte aus damaligen Konzerten und Fernsehauftritten. 2018 erschien als weitere Auskopplung ein Video zur Single-EP Ne, is klar mit Sista Silk.
2019 steuerte er ein Feature zu dem Song Zu Komplex der Dortmunder Punkrock-Band „Die Lieben Löwen“ bei. Zudem tritt er auch in dem dazugehörigen Musikvideo auf.
Den Style, den er heutzutage als DJ auflegt, nennt er selbst gerne: „Smartcore-Funk“ oder „Urban-Beats“. Es handelt sich dabei um eine Mischung aus Elementen von (Funky-) HipHop, Reggae/Ragga, R‘n‘B, Big Beat / Breakbeats, Nu-Funk, Drum ’n’ Bass, 70’s Sample-Funk und Soul. Bei seinen Auftritten als DJ gehören auch 1970er, 1980er, 1990er und 2000er Disco-Classics sowie aktuelle Chart-Hits zu seinem Repertoire.
Auf der Streaming-Plattform Twitch betreibt er den Kanal „DerWolfTV“. Dort laufen mehrmals die Woche Hip-Hop-Streams, die live aus seiner Wohnung gesendet werden. Hierbei hat er oft weitere DJs und ortsansässige Freestyle-MCs zu Gast.

## Diskografie

### Studioalben
| Jahr | Titel Musiklabel                              | Höchstplatzierung, Gesamtwochen, AuszeichnungChartplatzierungen (Jahr, Titel, Musiklabel, Platzierungen, Wochen, Auszeichnungen, Anmerkungen) | Höchstplatzierung, Gesamtwochen, AuszeichnungChartplatzierungen (Jahr, Titel, Musiklabel, Platzierungen, Wochen, Auszeichnungen, Anmerkungen) | Höchstplatzierung, Gesamtwochen, AuszeichnungChartplatzierungen (Jahr, Titel, Musiklabel, Platzierungen, Wochen, Auszeichnungen, Anmerkungen) | Anmerkungen                         |
| Jahr | Titel Musiklabel                              | DE | AT | CH | Anmerkungen                         |
| ---- | --------------------------------------------- | --- | --- | --- | ----------------------------------- |
| 1997 | Das Album Mercury                             | DE16 (16 Wo.)DE | AT28 (11 Wo.)AT | CH21 (10 Wo.)CH | Erstveröffentlichung: 17. März 1997 |
| 1998 | Musik aus (M)Einem Jahrzehnt Polydor, Mercury | — | — | — | Erstveröffentlichung: 1998          |
| 2000 | Was soll ich sagen Virgin                     | — | — | — | Erstveröffentlichung: 24. Juli 2000 |
| 2016 | Turbo Funk Bounty-Records                     | — | — | — | Erstveröffentlichung: 29. Juli 2016 |

### EPs
- 2016: Wolf GTI

### Singles
| Jahr | Titel Album                      | Höchstplatzierung, Gesamtwochen, AuszeichnungChartplatzierungen (Jahr, Titel, Album, Platzierungen, Wochen, Auszeichnungen, Anmerkungen) | Höchstplatzierung, Gesamtwochen, AuszeichnungChartplatzierungen (Jahr, Titel, Album, Platzierungen, Wochen, Auszeichnungen, Anmerkungen) | Höchstplatzierung, Gesamtwochen, AuszeichnungChartplatzierungen (Jahr, Titel, Album, Platzierungen, Wochen, Auszeichnungen, Anmerkungen) | Anmerkungen                                                  |
| Jahr | Titel Album                      | DE | AT | CH | Anmerkungen                                                  |
| ---- | -------------------------------- | --- | --- | --- | ------------------------------------------------------------ |
| 1996 | Gibt’s doch gar nicht Das Album  | DE25 (19 Wo.)DE | — | CH36 (5 Wo.)CH | Erstveröffentlichung: 30. September 1996 Verkäufe: + 200.000 |
| 1997 | Oh Shit – Frau Schmidt Das Album | DE18 (16 Wo.)DE | AT23 (8 Wo.)AT | CH17 (11 Wo.)CH | Erstveröffentlichung: 17. Februar 1997                       |

Weitere Singles
- 1997: Sei dein eigener Held!
- 1997: Frau aus Seide
- 1998: Hold It Down (mit Big Daddy Kane)
- 1998: Dumm gelaufen
- 1998: Kein’ Kuchen da! (Hätt’ ich Dich heut’ erwartet …)
- 1998: Arschloch / Ihr habt die Macht
- 2000: Ihr dürft Euch nicht wundern / Macht des Micros (feat. Dike – NDN)
- 2000: Was soll Ich sagen
- 2000: König der Woche
- 2018: Ne, is klar (feat. Sista Silk)

### Weitere Gastbeiträge
- 2004: Love Hates Mercy – Skunk (feat. Der Wolf, Ede* & DMC Quincy)
- 2019: Zu Komplex – Die Lieben Löwen (Dortmunder Punkrock-Band)

## Videoclips
- 1996: Gibt’s doch gar nicht
- 1997: Oh shit – Frau Schmidt
- 2015: GTI (feat. Cosmo Klein)
- 2015: Der Phrasensmasher
- 2016: Sie hat nichts weiter als das Radio an (feat. Sista Silk)
- 2016: Gibts doch gar nicht 2k16
- 2016: Der Wolf & Rich Boogie (feat. Jo Marie) – Dortmund zweipunktnull
- 2018: Ne, is klar (feat. Sista Silk)
- 2019: Zu Komplex (Die Lieben Löwen feat. Der Wolf)